# وهب إل يحز
 وهب إل يحز بن عميدع يهحمد بن معاهر (نحو 100م - 165م): أحد ملوك سبأ، وتعود أصوله إلى أسرة معاهر من قبيلة ردمان.لا يُعرف على وجه اليقين العوامل التي أدت إلى اعتلائه عرش سبأ. ويبدو من خلال النصوص المتوفرة أن وهب إل يحز كان مفاوضًا ناجحًا للغاية، حيث استطاع استمالة أمراء القبائل إلى صفه، بالإضافة إلى ممالك قتبان وحضرموت وأوسان، وعلى الرغم من أصوله المتواضعة، استطاع بتلك التحالفات الوصول إلى عرش مملكة سبأ.ولدينا من فترة حكمه ما يزيد عن 15 نقشاُ ملكياً.
في عام 72 في تقويم ردمان الموافق 146م، قام وهب إل يحز آل معاهر أمير ردمان وخولان بإعادة إعمار عدد من المنشأت في أرض وعلان،على إثر الحرب التي قام سعد شمس أسرع ملك سبأ ضد ممالك حضرموت وقتبان وأوسان وإمارات مضحا وردمان وزعمائها "يدع إيل" ملك حضرموت و"نبط يهنعم" ملك قتبان ووهب إل يحز أمير ردمان وخولان، وهو تحالف مشرقي شكلته قبائل ردمان وخولان جنبًا إلى جنب مع قتبان وحضرموت. وقد قاتلت سبأ أولاً في إقليم ردمان - مدينة وعلان، ثم في إقليم قتبان وأوسان، واستمرت هذه الحرب حتى عام 150م تقريباً.
فيما بين العام (نحو 150م - و158م)، كانت أراضي سبأ تحت سيطرة الملك ذمار علي يهبر بعد تنازل الملك سعد شمس أسرع عن العرش في ظروف مجهولة حتى الآن.في العام 158 م، أعلن وهب إل يحز نفسه ملكاً على سبأ، منقلباً على الملك الشرعي ذمار علي يهبر،بدعم قبيلته ردمان وحليفتها خولان،وبمساندة القبائل الأرستقراطية في المرتفعات الشمالية: قبيلة بكيل،وقبيلة ذي هجر،وقبيلة حاشد من همدان، وقبيلة حملان وأمراءها بني بتع،ومن المثير للأهتمام أن قبيلة حملان قدمت الولاء إلى ملوك ريدان ثم انقلبت لتنضم إلى وهب إل يحز.ويظهر من أحد النصوص أن وهب إل يحز حارب الإتحاد الريداني -السبئي بزعامة ذمار علي يهبر وسعد شمس أسرع، بمساندة قبيلته ردمان وخولان والأسر الأرستقراطية بني بتع وسخيم وقبائل أخرى.ويشير نقش مؤرخ إلى أن الحرب اندلعت في شهر ذو الثابة سنة 268 حميري الموافق أبريل 158م.
وفي العام التالي، نَشبَت الحرب بين ذمار علي يهبر ملك سبأ وذي ريدان وممالك حضرموت وقتبان وفقاً لأحد النقوش المؤرخة بسنة 85 في تقويم ردمان الموافق 159م، ولا يشير النقش إلى حرب ضد ردمان أو أحد قبائل المرتفعات حول صنعاء، ولكن من نصوص سابقة يظهر بوضوح أن ممالك حضرموت وقتبان كانت حليفة لأمير ردمان "وهب إل يحز" منذ أربعينيات القرن الثاني الميلادي، وربما أن في هذه الفترة كان بينهما حلفاً جديد.هناك نقش آخر قتباني يشير إلى حرباً قادها "نبط يهنعم" آخر ملوك قتبان على أرض حمير وملك سبأ، في إشارة إلى ملك سبأ ذمار علي يهبر الذي بأرض حمير، وإن لم يرد بالنص على اسمه.
وفي نفس العام (159م)، استطاع وهب إل يحز الوصول إلى عرش قصر سلحين، مستغلاً انشغال ذمار علي يهبر في حرب قتبان وحضرموت، ليعلن نفسه رسمياً ملكاً لسبأ من العاصمة مأرب. ولدينا نقش من معبد أوام يذكر أن الملك وهب إل يحز وصل إلى عرش القصر سلحين نتيجة لحروب شنها على الرحبة وحمير قبل عام (أي: العام 158م).هناك نص آخر يشير إلى انتقال وهب إل يحز من قصر همدان إلى قصر سلحين بعد حروبه ضد حمير وقبيلة ذماري ، قبائل الملوك ذمار علي يهبر وسعد شمس أسرع. وهي إشارة واضحة إلى الدور الرئيسي الذي لعبته قبيلة همدان في تحالفها مع وهب إل يحز.وفي حوالي العام 160م، انتهت الحرب الشاملة بين ممالك جنوب الجزيرة العربية، بتحكيم زعيم همدان يريم أيمن بين الأطراف المتحاربة ملوك سبأ وذو ريدان وقتبان وحضرموت. وكان نتيجة التحكيم اختفاء مملكتي أوسان وقتبان، وتثبيت حكم "وهب إل يحز" ملكاً لسبأ، وإقرار لقب "ملك سبأ وذي ريدان" لذمار علي يهبر حصراً، وعودة مملكة سبأ يرأسها أمراء قبائل المرتفعات الشمالية.
بعد وهب إيل يحوز، تولى الحكم ابنه الأكبر كرب إيل وتر وحليفه يريم أيمن عرش سبأ (165م -170م)، ثم انفرد كرب إيل وتر بعد يريم أيمن في الفترة ما بين (170م -175م)، وحمل اللقب المميز "يهنعم"، وانتسب إلى والده وهب إل يحز. ثم خلفه أنمار يهأمن (175 - 180). ثم تلاه رب شمس نمران والذي حكم ما بين العام (180م - 190م). ومن ثم ورث عرش سبأ علهان نهفان وهو ابن يريم أيمن (190م - 200م) والذي بدوره أورثه لأبنه شاعر أوتر. وتلى الأخير على العرش لحي عثت يرخم بن وهب إل يحز، وهو أصغر أبناء وهب إل يحز، ويبدوا أن والده قد مات وهو صغيراً.

### هوامش
1. ↑  نشر الباحث محمد الحاج مع العالم البارز منير عربش النقش الموسوم (al-Ḥadāʾ 2017)، ولكنه نشر منقوصاً - سقط منه التاريخ وكذلك معنى الحدث (Arbach, M., J. Schiettecatte & M. al-Hajj 2021). ولكن يمكننا الآن نشر النقش كامل وهو غاية في الوضوح، ومكتمل التاريخ، وقد جاء فيه الآتي:
  - 1) ḥyrt b-hw ḥyrw Ḏmrʿly Yhbr ḏ
  - 2) Rydn w-s²ʿbn Ḥmyrm w-ʾs²ʿb-hmw b-brṯ
  - 3) Ḍbʾm ḏ-bʾrn Ẓbyn b-ywm s¹bʾw mwfrn
  - 4) ḍrm b-ʿly Whbʾl mlk S¹bʾ w-ḫms¹ w-ʾs²
  - 5) ʿb ʾmlk S¹bʾ b-wrḫn ḏ-ṯbtn ḏ-b-ḫrfn
  - 6) ḏ-l-ṯmnt w-s¹ṯy w-ṯty mʾtn bn ḫrf m
  - 7) bḥḍ bn ʾbḥḍ. نسخة محفوظة 2023-06-25 على موقع واي باك مشين.